# ライオンのグータッチ
『ライオンのグータッチ』は、フジテレビ系列で2016年4月2日から2022年3月26日まで、毎週土曜日 9:55 - 10:25（JST）に放送されていたドキュメントバラエティ番組である。ライオンの単独スポンサー番組。通称『グータッチ』。

## 概要
夢を追いかける子供たちのため、スポーツ選手や著名人たちが訪れ「サポート」し、成長していく姿を見届ける「夢を追いかける全ての子供たちの成長を見守る応援ドキュメントバラエティ」である。
MCは、佐藤隆太、博多華丸・大吉の博多大吉、西野七瀬の3人が務める。なお、西野は単独では自身初のバラエティ番組のMCとなる番組である。
1964年に『ライオン奥様劇場』から始まり、『ライオンのいただきます』→『ライオンのごきげんよう』へと51年6か月続いた、平日お昼のライオン一社提供枠が2016年春改編で廃止され、ライオン一社提供枠は当番組へ移行された。
番組タイトルロゴや提供クレジットには、『いただきます』『ごきげんよう』に出演していたライオンの企業マスコットキャラクター「ライオンちゃん」が用いられており、当番組にも「ライオンちゃん」が出演する。なお、『ごきげんよう』の終了に伴い拡大された『バイキング』→『バイキングMORE』→『ポップUP!』においても13時またぎのコーナーをライオン提供枠で継続しており、ここでも「ライオンちゃん」が出演している。
2016年9月10日放送分から解説放送を実施。
2016年8月13日・20日の特別企画『グータッチ動画大賞2016夏』が行われた。番組初のスタジオゲストとして乃木坂46の生駒里奈と高山一実が出演した。
2016年12月31日には、9:55 - 10:55に『ライオンのグータッチ大感謝祭2016』と題して、番組初の1時間の拡大版が放送された。グータッチサポーターがスタジオに出演した。
2017年4月8日・15日の特別企画『グータッチ動画大賞2017春』が行われた。スタジオゲストとして乃木坂46の高山一実とカンニング竹山が出演した。
2017年10月7日・14日には特別企画『グータッチ動画大賞2017秋』が行われた。スタジオゲストとして乃木坂46の秋元真夏と竹山が出演。
2017年12月29日（金曜日）13:45 - 14:50に『ライオンのグータッチSP〜シンクロ姉弟涙の感動60日間!完全密着SP〜』と題して、2回目となる1時間の拡大版が放送された。また、この回では普段レギュラー放送されている土曜朝の枠ではなく金曜昼に放送された。
2018年3月3日放送分で放送100回を迎えた。
2018年4月7日・14日に特別企画『グータッチ動画大賞2018春』が行われた。スタジオゲストとして乃木坂46の秋元真夏と竹山が出演。
2018年10月6日・13日に特別企画『グータッチ動画大賞2018秋』が行われた。スタジオゲストとして飯豊まりえと竹山が出演。
2018年12月29日 9:55 - 10:55に『ライオンのグータッチ グータッチ動画大賞2018年末SP』と題して、3回目となる1時間の拡大版が放送された。スタジオゲストとして乃木坂46の与田祐希と竹山が出演。
2019年5月4日は9:55 - 10:10の枠に特別番組『FNN特報 新天皇陛下 初の一般参賀』を放送するため、10:10 - 10:30の短縮版を放送。
2019年12月28日 9:55 - 10:55に『ライオンのグータッチ グータッチ動画大賞2019』と題して、4回目となる1時間の拡大版が放送された。
2020年6月27日・7月4日・11日に3週連続で特別企画『グータッチ動画大賞2020夏』が行われた。
2020年9月26日・10月3日・10日に特別企画『グータッチ動画大賞2020秋』が行われた。スタジオゲストとしてナオト・インティライミが出演。
2020年12月26日 9:55 - 10:55に『ライオンのグータッチ グータッチ動画大賞2020年末SP』と題して、5回目となる1時間の拡大版が放送された。スタジオゲストとして日向坂46の影山優佳とティモンディが出演。
2021年6月19日・26日に2週連続で特別企画『グータッチ動画大賞2021夏』が行われた。
2021年12月25日 9:55 - 10:55に『ライオンのグータッチ グータッチ動画大賞2021年末SP』と題して、6回目となる1時間の拡大版が放送された。スタジオゲストとして生見愛瑠とティモンディが出演。
2022年1月29日放送分はMCの西野七瀬が新型コロナウイルスに感染したため欠席となった。
2022年3月19日に特別企画『グータッチ動画大賞2022』が行われた。
2022年3月26日をもって、6年・通算放送回数309回の歴史に幕を下ろした。後続番組は『サスティな!』が開始された。ライオン1社提供枠は、同年4月から姉妹番組である『ミライ☆モンスター』に移行され、番組名も『ライオンのミライ☆モンスター』に変更された。

## 出演者
MC
- 佐藤隆太
- 博多大吉（博多華丸・大吉）
- 西野七瀬[注 2]

スタジオゲスト
- 生駒里奈（当時乃木坂46） - グータッチ動画大賞2016夏 審査員
- 高山一実（当時乃木坂46） - グータッチ動画大賞2016夏・2017春 審査員
- 秋元真夏（乃木坂46） - グータッチ動画大賞2017秋・2018春・2019 審査員
- 与田祐希（乃木坂46） - グータッチ動画大賞2018年末 審査員
グータッチ動画大賞のVTR中にも乃木坂46のメンバーが出演。
- カンニング竹山 - グータッチ動画大賞2017春・2017秋・2018春・2018秋・2018年末・2019 審査員
- 飯豊まりえ - グータッチ動画大賞2018秋　審査員
- ナオト・インティライミ - グータッチ動画大賞2020秋 審査員
- 影山優佳（日向坂46） - グータッチ動画大賞2020年末 審査員
- 高岸宏行（ティモンディ） - グータッチ動画大賞2020年末・2021年末 審査員
- 前田裕太（ティモンディ） - グータッチ動画大賞2020年末・2021年末 審査員
- 生見愛瑠 - グータッチ動画大賞2021年末 審査員

グータッチサポーター
- 浜口京子 - レスリング
- 仁志敏久・野村弘樹・元木大介・森本稀哲・ティモンディ（高岸宏行、前田裕太）・川﨑宗則・関口メンディー（EXILE）・藤川球児 - 野球
- 高橋みゆき・大山加奈・栗原恵・荻野正二 - バレーボール
- 松浦麻乃 - 女子相撲
- 城彰二・戸田和幸・石川直宏・中澤佑二・名波浩・内田篤人・中村憲剛 - サッカー
- 石川直 - マーチングバンド
- 潮田玲子・髙橋礼華 - バドミントン
- 井出有治 - レーシングカート
- 古賀稔彦・篠原信一 - 柔道
- 浅越しのぶ - テニス
- 古閑美保 - ゴルフ
- 宇津木妙子・上野由岐子 - 女子ソフトボール
- 安藤美姫 - フィギュアスケート
- 大畑大介 - ラグビー
- 川上直子・丸山桂里奈 - 女子サッカー
- 佐藤彩香 - 一輪車
- 平野早矢香・水谷隼 - 卓球
- 皆川賢太郎 - スキー
- 青木愛 - アーティスティックスイミング
- 林田葉純 - なぎなた
- 畠山愛理 - 新体操
- 宮﨑大輔 - ハンドボール
- 松田丈志 - 水泳
- 中川聴乃 - 女子バスケットボール
- 柳下容子 - チアダンス
- 末續慎吾 - 陸上
- 田中理恵 - 体操
- 和田正人 - 駅伝

## 記念回
| 記念回        | 放送日  |
| ------------- | ------- |
| 2016年4月2日  | 第1回   |
| 2018年3月3日  | 第100回 |
| 2020年2月1日  | 第200回 |
| 2022年1月22日 | 第300回 |

## コーナー・企画
（投稿募集!）グータッチ動画
- 視聴者から寄せられた、「思わず“グータッチ”したくなった」動画を紹介するコーナー。採用された視聴者にはライオン製品の詰め合わせギフトと「ライオンちゃん」のぬいぐるみがプレゼントされる。

グータッチ動画大賞
- 「グータッチ動画」に基づいた企画。2週連続で放送。ライオンの前一社提供枠の『ライオンのごきげんよう』も行っていた「ごきげんよう大賞」とほぼ同じスタイルで部門別で大賞を決定する。なお、グータッチサポーターの傑作の動画もノミネートされる。4人の審査員（佐藤、西野（審査員長として仕切る））、ゲスト2人が1〜5点の計20点で採点をする。採点が合計で多かった方が大賞に選ばれる。なお、採点の合計が多いのが2つ以上あった場合は西野が決める。

| 回 | 放送日                   | タイトル                   | ゲスト審査員                                             |
| -- | ------------------------ | -------------------------- | -------------------------------------------------------- |
| 1  | 2016年8月13日 - 8月20日  | グータッチ動画大賞2016夏   | 生駒里奈（当時乃木坂46）、高山一実（当時乃木坂46）       |
| 2  | 2017年4月8日 - 4月15日   | グータッチ動画大賞2017春   | 高山一実（当時乃木坂46）、カンニング竹山                 |
| 3  | 2017年10月7日 - 10月14日 | グータッチ動画大賞2017秋   | 秋元真夏（乃木坂46）、カンニング竹山                     |
| 4  | 2018年4月7日 - 4月14日   | グータッチ動画大賞2018春   | 秋元真夏（乃木坂46）、カンニング竹山                     |
| 5  | 2018年10月6日 - 10月13日 | グータッチ動画大賞2018秋   | 飯豊まりえ、カンニング竹山                               |
| 6  | 2018年12月29日           | グータッチ動画大賞2018年末 | 与田祐希（乃木坂46）、カンニング竹山                     |
| 7  | 2019年12月28日           | グータッチ動画大賞2019     | 秋元真夏（乃木坂46）、カンニング竹山                     |
| 8  | 2020年6月27日 - 7月11日  | グータッチ動画大賞2020夏   |                                                          |
| 9  | 2020年9月26日 - 10月10日 | グータッチ動画大賞2020秋   | ナオト・インティライミ                                   |
| 10 | 2020年12月26日           | グータッチ動画大賞2020年末 | 影山優佳（日向坂46）、ティモンディ（高岸宏行、前田裕太） |
| 11 | 2021年6月19日 - 6月26日  | グータッチ動画大賞2021夏   |                                                          |
| 12 | 2021年12月25日           | グータッチ動画大賞2021年末 | 生見愛瑠、 ティモンディ（高岸宏行、前田裕太）            |
| 13 | 2022年3月19日            | グータッチ動画大賞2022     |                                                          |

今週のえんどトーク
- タイトルのとおり、番組の最後にMCの佐藤・大吉・西野の3人が毎回異なるテーマでトークをするコーナー。

## 放送リスト
| 2016年 | 2016年   | 2016年 | 2016年 | 2016年                              | 2016年 |
| 回     | 放送日   | 内容 | グータッチサポーター（ゲスト） | 備考                                |        |
| ------ | -------- | --- | --- | ----------------------------------- | ------ |
| 1      | 4月2日   | - 公式戦で勝ったことがないレスリング少年とグータッチ - 1年間1勝もしていない弱小少年野球チームとグータッチ - 投稿募集!グータッチ動画 - まだ1つも投稿されておらず見本として西野がゴルフボール重ねに挑んだ動画を紹介。 | 浜口京子 仁志敏久 |                                     |        |
| 2      | 4月9日   | - 公式戦で勝ったことがないレスリング少年とグータッチ(完結編) - 投稿募集!グータッチ動画 - サンプル動画として西野がバスケットボールのフリースローに挑戦する動画を公開。 | 浜口京子 |                                     |        |
| 3      | 4月23日  | - 0勝25敗弱小少年野球チームを元巨人、仁志敏久の特訓開始! - 3年間で勝ち知らず少年バレーボールチームとグータッチ - 投稿募集!グータッチ動画 - レギュラー3人（博多大吉、西野七瀬、佐藤隆太）がけん玉に挑んだ動画を公開。 | 仁志敏久 高橋みゆき | 4月16日放送予定だったが同日に振替。 |        |
| 4      | 4月30日  | - 1年間1勝もしていない弱小少年野球チームとグータッチ(完結編) - 投稿募集!グータッチ動画 - ボールをバットで打ち込み、バスケットゴールに入れる動画を紹介。 | 仁志敏久 |                                     |        |
| 5      | 5月7日   | - 大会で1度も勝ったことがないトラウマを抱える相撲少女とグータッチ - 3年間未勝利少年バレーボールチーム 元全日本女子高橋みゆきが本気指導! - 投稿募集!グータッチ動画『空中逆上がり』『フリースロー』 - 蹴り上げたサッカーボールをバスケットゴールに入れる動画を紹介。 | 松浦麻乃 高橋みゆき |                                     |        |
| 6      | 5月14日  | - 復活後3年間未勝利 少年バレーボールチーム試合へ - 投稿募集!グータッチ動画 - 『俺たちの絆!』 - 頭でボールをパスしながら、自転車のカゴへとゴールを入れる動画を紹介。 - 『だるまさん』 - あぐらのまま一回転する動画を紹介。 | 高橋みゆき |                                     |        |
| 7      | 5月21日  | - 世界の少女の猛特訓で急成長 未勝利の相撲少女大会へ - 投稿募集!グータッチ動画 - 『6人連続』 - 6人連続でバスケットボールをゴールに決める動画を紹介。 - 『ガッちゃんお見事!』 - ひっくり返ってしまったへルマンリクガメのガッちゃんが一回転して元に戻る動画を紹介。 | 松浦麻乃 |                                     |        |
| 8      | 5月28日  | - 1点も取ったことがない弱小少年サッカーチームとグータッチ - 地区予選を突破できない小学生マーチングバンドとグータッチ - 投稿募集!グータッチ動画 - 『友達の忘れ物』 - 友達が忘れたボールをかばんの中に蹴り上げる動画が公開。 - 『ナイスコントロール』 - 投げたボールが約25メートル離れた所に立たせたバットに命中するスカッとする動画を紹介。 | 城彰二 石川直 |                                     |        |
| 9      | 6月4日   | - 公式戦で勝ったことがないバドミントン少女とグータッチ(新企画) - '98 W杯出場 城章二が指導 無得点弱小サッカーチーム(完結編) - 投稿募集!グータッチ動画『フリースロー2』 - 5月7日（5回目）の放送分の『フリースロー』の第2弾。 | 潮田玲子 城彰二 |                                     |        |
| 10     | 6月11日  | - 潮田玲子の個人指導で急成長 バドミントン少女初勝利へ - 投稿募集!グータッチ動画『若いもんには負けられへん』 - おじさん達が座りながらパスを回し、最後は頭でボールを打ち、日本酒ケースへゴールする動画を紹介。 | 潮田玲子 |                                     |        |
| 11     | 6月18日  | - 元日本代表 潮田玲子が指導 未勝利バドミントン少女 - 地区予選を突破できない小学生マーチングバンドとグータッチ - 投稿募集!グータッチ動画『趣味ホッピング』 - ホッピングをしながら服を脱ぐ動画を紹介。 | 潮田玲子 |                                     |        |
| 12     | 6月25日  | - 未勝利バドミントン少女 潮田玲子と運命の試合へ - 投稿募集!グータッチ動画『積み上げ成功!!』 - 小さな女の子が化粧水の瓶を積み上げて成功する動画を紹介。 | 潮田玲子 |                                     |        |
| 13     | 7月2日   | - 再始動!今度こそ初勝利を弱小バレーボールチーム×高橋みゆき - 常に最下位争い…カート少年目標の表彰台へ 強力な助っ人 - 投稿募集!グータッチ動画『ミラクルゴーール!!』 - ボールを地面に付けずパスを回し、ミラクルゴールを決める動画を紹介。 | 高橋みゆき 井出有治 |                                     |        |
| 14     | 7月9日   | - 少年バレーボールチーム×高橋みゆき 運命の試合に挑む - 投稿募集!グータッチ動画『歓喜の瞬間』 - 1歳2ヶ月の少女が、汗だくになりながら積み木を積み重ねる「歓喜の瞬間」の動画を紹介。 | 高橋みゆき |                                     |        |
| 15     | 7月16日  | - 表彰台を目指すカート少年 “元F1”井出有治が熱血指導 - 地区予選を突破できない小学生マーチングバンドをグータッチ - 投稿募集!グータッチ動画『大技が決まりました』 - 「メリーゴーランド」の「スウィング」の大技が決まった瞬間の動画を紹介。 | 井出有治 石川直 |                                     |        |
| 16     | 7月23日  | - 表彰台を目指すカート少年 “元F1”井出有治と運命のレースへ - 投稿募集!グータッチ動画『輪ゴムスナイパー』 - 輪ゴムを飛ばして的を当てると「グータッチ」のタイトルが出てくる動画を紹介。 | 井出有治 |                                     |        |
| 17     | 7月30日  | - 3年間未勝利の柔道少女 伝説の名選手と猛特訓! - 初勝利を目指すテニス少年 元トッププロが驚きの指導 - 投稿募集!グータッチ動画『金子先生ありがとう』 - 水泳部員が飛び込みをしながらバスケットボールのパス回しをし、最後にはシュートを決めた動画を紹介。 - タイトルの「金子先生ありがとう」は、撮影していた金子先生に感謝の気持ちを表したもの。 | 古賀稔彦 浅越しのぶ |                                     |        |
| 18     | 8月6日   | - 弱気な柔道少女×古賀稔彦 初勝利をかけ運命の試合へ - 投稿募集!グータッチ動画『受け取りました!』 - 当番組の賞品である洗剤を2個積み重ねることに成功した動画を紹介。 | 古賀稔彦 |                                     |        |
| 19     | 8月13日  | - 全米ベスト8 浅越が指導 初勝利を目指すテニス少年 - グータッチ動画大賞2016夏 | 浅越しのぶ （以下はグータッチ動画大賞2016） 生駒里奈（乃木坂46） 高山一実（乃木坂46） （以下は、動画のVTRに登場した者である。） 石川直 井出有治 松下笑一 |                                     |        |
| 20     | 8月20日  | - 弱小マーチングバンドに試練 予選突破へ向け - グータッチ動画大賞2016夏 | 石川直 （以下はグータッチ動画大賞2016夏） 生駒里奈（乃木坂46） 高山一実（乃木坂46） （以下は、動画のVTRに登場した者である。） 仁志敏久 浅越しのぶ        |                                     |        |
| 21     | 8月27日  | - 初勝利を目指すテニス少年(完結編) 悲願達成へ最後の猛特訓 - 投稿募集!グータッチ動画『直立パンチ12秒!』 - 猫のノアちゃんが直立で立ち、12秒間パンチを続ける動画を紹介。 | 浅越しのぶ |                                     |        |
| 22     | 9月3日   | - スコアが伸びない！ゴルフ少年'08賞金女王 古閑美保と猛特訓! - 初勝利へ!弱小少年野球チームを元巨人 仁志敏久が大改革! - 投稿募集!グータッチ動画『リフティングショット』 - リフティングしたゴルフボールをショットする動画を紹介。 | 古閑美保 仁志敏久 |                                     |        |
| 23     | 9月10日  | - スコア80を目指すゴルフ少年 古閑美保の指導で大奮闘! - みんなバラバラ!未勝利チーム 元巨人 仁志敏久が熱血指導で改革! - 投稿募集!グータッチ動画『よくできました』 - 飼い主の引っ掛けに負けず「よし」でちゃんとエサを食べる犬の動画を紹介。 | 古閑美保 仁志敏久 |                                     |        |
| 24     | 9月17日  | - 悩めるゴルフ少年が大会へ 目標スコア80を切れるか!? - 投稿募集!グータッチ動画『よかろうもん』 - ロングパットを決めた動画を紹介。 | 古閑美保 |                                     |        |
| 25     | 9月24日  | - まとまりがない未勝利チーム 元巨人 仁志が熱血指導で改革 - マーチングバンド 本気モードへ 世界的ドラマー石川直が特訓 - 投稿募集!グータッチ動画『本人もビックリ!』 - ゴルフ6か月という5歳の少年がホールインワンを決める動画を紹介。 | 仁志敏久 石川直 |                                     |        |
| 26     | 10月1日  | - 潮田玲子指導!バドミントン少女 密着から3か月初勝利なるか!? - 未勝利野球チーム×元巨人 仁志 最後の特訓!そして運命の試合へ - 投稿募集!グータッチ動画『超連携プレー!』 - バレーボールを次々後ろに並ぶチームメイトにパスしていき最後の人がバスケットゴールに入れる動画を紹介。 | 潮田玲子 仁志敏久 |                                     |        |
| 27     | 10月8日  | - 弱小女子ソフトボールチームを伝説の監督 宇津木が仰天指導! - 城彰二指導!弱小サッカーチーム 今度こそ初得点を目指し公式戦へ! - 投稿募集!グータッチ動画『フリースタイル』 - 縄跳びを使ったアクションの動画を紹介。 | 宇津木妙子 城彰二 |                                     |        |
| 28     | 10月15日 | - 弱小女子ソフトボールチームを伝説の監督 宇津木が熱血指導! - 弱小マーチングバンド本番直前 全国への奇策が明らかに! - 投稿募集!グータッチ動画『世界初のバランス芸』 - 一升瓶の上に乗ってジャグリングをしながらハーモニカを弾き、さらにタンバリンまで叩く大道芸の動画を紹介。 | 宇津木妙子 石川直 |                                     |        |
| 29     | 10月22日 | - 地区大会未勝利 女子ソフト 伝説の監督 宇津木が熱血指導! - 弱小マーチングバンド ショー完成! そのデキは… - 投稿募集!グータッチ動画『今度は私の番よ!』 - 妹がゴルフに挑戦する動画を紹介。 | 宇津木妙子 石川直 |                                     |        |
| 30     | 10月29日 | - 名物 宇津木監督が指導!女子ソフト 初勝利をかけ 運命の地区大会へ - 投稿募集!グータッチ動画『バッティング&ジャグリング』 - ジャグリングをしている人に対し、棍棒を棍棒でバッティングをするスゴ技動画を紹介。 | 宇津木妙子 |                                     |        |
| 31     | 11月5日  | - 大会で結果が出ないフィギュアスケート少女を世界女王が熱血指導! - 本番目前!弱小マーチング“ブラスト!"石川直が指導 - 投稿募集!グータッチ動画『ペットボトルタワー』 - 2歳の少年がペットボトル4本を重ねていく動画を紹介。 | 安藤美姫 石川直 |                                     |        |
| 32     | 11月12日 | - 弱小マーチングバンド（完結編） 悲願の全国大会出場なるか? - 投稿募集!グータッチ動画『13人体制で成功!』 - サッカーのヘディングをメンバー13人で繋ぎ、最後にバケツに命中させる動画を紹介。 | 石川直 |                                     |        |
| 33     | 11月19日 | - ”世界女王" 安藤美姫が指導 入賞を目指すフィギュア少女 - 3年間勝ったことがない柔道少女と今度こそグータッチ - 投稿募集!グータッチ動画『連続回転』 - 5歳の娘が自宅で鉄棒の練習をしているが、一度決めても着地せず繰り返し技を決めている動画を紹介。 | 安藤美姫 古賀稔彦 |                                     |        |
| 34     | 11月26日 | - “世界女王”安藤美姫が指導 入賞を目指すフィギュア少女 - 五輪（金） 古賀が新技を直伝 今度こそ初勝利を!柔道少女 - 投稿募集!グータッチ動画『連続回転』 - 体育館の端から端へバレーボールのトスを後ろへ繋いでいき、最後にバスケットゴールにボールを入れる動画を紹介。 | 安藤美姫 古賀稔彦 |                                     |        |
| 35     | 12月3日  | - “世界女王”安藤美姫が指導 6位入賞を目指すフィギュア少女 - 五輪（金） 古賀が新技を直伝 今度こそ初勝利を!柔道少女 - 投稿募集!グータッチ動画『ナイスパス!ナイスコントロール!』 - ディアポロという中国ゴマをパスしてバスケットゴールにシュートを決める動画を紹介。 | 安藤美姫 古賀稔彦 |                                     |        |
| 36     | 12月10日 | - 安藤美姫が指導!フィギュア少女6位入賞をかけた運命の大会へ - 投稿募集!グータッチ動画『カラーコーン』 - カラーコーンを使ったジャグリング動画を紹介。 | 安藤美姫 |                                     |        |
| 37     | 12月17日 | - 1度も勝ったことがない弱小ラグビーチームとグータッチ - 投稿募集!グータッチ動画『逆立ちバスケット』 - 逆立ちでバスケットをゴールに決める。その挑戦は30回目で成功した。 | 大畑大介 |                                     |        |
| 38     | 12月24日 | - 未勝利の少年少女ラグビー 運命の大会…白熱の展開に! - 投稿募集!グータッチ動画『猫ダイブ』 - 猫のミスタちゃんがぶら下がっているリュックの中にダイブするが、リュックの中に入ると眠ってしまった猫の動画を紹介。 | 大畑大介 |                                     |        |
| 39     | 12月31日 | - ライオンのグータッチ大感謝祭2016 - 歴代のグータッチサポーターがスタジオに出演し、グータッチサポーターが指導をしてみて苦戦したこと、指導された子供たちからのグータッチサポーターに対する質問、グータッチサポーターのワンシーン、「子供の心をコレでつかんだ!」グータッチサポーターの㊙作戦など番組では分からなかった未公開の裏話を告白した。 - 投稿募集!グータッチ動画『右手だけで登りました』 - 右手だけで登り棒を登る動画を紹介。右手だけで登ったのは左手のマメをかばうために片手で登ったがたったの1回目で成功した。 | 潮田玲子 浅越しのぶ 城彰二 井出有治 安藤美姫 石川直 | ※1時間スペシャル （9:55 - 10:55）   |        |

| 2017年 | 2017年              | 2017年 | 2017年 | 2017年                                         |
| 回     | 放送日              | 内容 | グータッチサポーター（ゲスト）                                                                                            | 備考                                           |
| ------ | ------------------- | --- | --- | ---------------------------------------------- |
| 40     | 1月7日              | - 全国大会で金賞を目指す マーチングバンドとグータッチ - 投稿募集!グータッチ動画『スゴ技シュート』 - バスケットボールのスゴ技シュートの動画を紹介。 | 石川直 |                                                |
| 41     | 1月14日             | - 弱小マーチングバンド(完結編) “目指すは金賞" 運命の全国大会へ - 投稿募集!グータッチ動画『あぐらジャンプ』 - その名の通り、あぐらをしながらジャンプをする動画を紹介。 | 石川直 |                                                |
| 42     | 1月21日             | - 2年間勝っていない女子サッカーチームとグータッチ - 3位以内に入ったことがない一輪車ペアとグータッチ - 投稿募集!グータッチ動画『ぐるぐるぐるっとできました!』 - 3歳の少女が鉄棒で空中逆上がりをする動画を紹介。 | 川上直子 佐藤彩香 |                                                |
| 43     | 1月28日             | - 2年間未勝利女子サッカー 元なでしこ川上が驚きの守備改革 - 初の3位以内へ!一輪車ペア 現役世界女王のハイレベル指導 - 投稿募集!グータッチ動画『ボール1個分』 - 少年がボール1個分のコーンの間にボールを通す動画を紹介。 | 川上直子 佐藤彩香 |                                                |
| 44     | 2月4日              | - 初の3位以内へ!一輪車ペア 苦悩する2人にさらなる試練 - 2年間未勝利女子サッカー 元なでしこが(秘)攻撃改革! - 投稿募集!グータッチ動画『さりげなく』 - さりげなくバスケットボールを投げてゴールを決めるシュールな動画を紹介。なお、このグータッチ動画は撮影は2日間かかって200日以上挑戦した。 | 川上直子 佐藤彩香 |                                                |
| 45     | 2月11日             | - 目指すは優勝!一輪車ペア 世界女王の武者修行 - 2年間未勝利女子サッカー大会直前 得点をあげる秘策! - 投稿募集!グータッチ動画『仰天サーブ』 - ラケットを使用した仰天サーブの動画を紹介。 | 川上直子 佐藤彩香 |                                                |
| 46     | 2月18日             | - 元なでしこジャパン川上直子が指導!弱小女子サッカー完結編 2年ぶりの勝利へ!運命の大会 - 投稿募集!グータッチ動画『放課後』 - 友達に忘れ物の筆箱を投げたら、たまたま黒板の溝にハマった動画を紹介。 | 川上直子 |                                                |
| 47     | 2月25日             | - 一輪車ペアが遂に大会へ 目標は優勝 特訓の成果は… - 投稿募集!グータッチ動画『部室』 - パットでボールをパスしていき、最後はゴミ箱にボールを入れる動画を紹介。なお、このグータッチ動画の撮影は100回以上、4時間かけて成功した。 | 佐藤彩香 |                                                |
| 48     | 3月4日              | - 1度も勝ったことがない卓球少年とグータッチ - もう1度表彰台に上がりたいスキー少年とグータッチ - 投稿募集!グータッチ動画『シュール&クール』 - フリースタイルフットボールのリフティングを決めた後、バスケットゴールに蹴り込みシュートを決めた動画を紹介。 | 平野早矢香 皆川賢太郎 |                                                |
| 49     | 3月11日             | - 1度も勝ったことがない卓球少年とグータッチ - もう1度表彰台に!スキー少年 五輪4度出場 皆川が熱血指導 - 投稿募集!グータッチ動画『トリプルショット』 - 祖父と孫の3人が連続でショットを決める動画を紹介。 | 平野早矢香 皆川賢太郎 |                                                |
| 50     | 3月18日             | - 「試合がイヤ」悩める卓球少年 五輪銀 平野早矢香が熱血指導 - もう1度表彰台に!スキー少年 五輪4度出場 皆川が熱血指導 - 投稿募集!グータッチ動画『ポッケインワン!』 - 打ったゴルフボールをポケットの中に入れる動画を紹介。なお、これまで採用された「グータッチ動画」の中で最も短い動画だった。 | 平野早矢香 皆川賢太郎 |                                                |
| 51     | 3月25日             | - 五輪（銀）平野が指導! 卓球少年初勝利へ…小学生最後の大会 - 投稿募集!グータッチ動画『去り際のひとコマ』 - バスケットボールを後ろに放り投げてシュートを決めたという動画を紹介。 | 平野早矢香 |                                                |
| 52     | 4月1日              | - スキー少年 復活をかけた大会 表彰台なるか!? 驚きの結末 - 投稿募集!グータッチ動画『ヘッドは続くよどこまでも』 - サッカーボールのヘディングを15人でつなぎ、15人目からは折り返して最後の1人に戻った。最後の1人は壁に激突しながらとなったがヘディングに成功した動画を紹介。ちなみにこのグータッチ動画の長さは45秒で採用された中では最も長い動画だった。 | 皆川賢太郎 |                                                |
| 53     | 4月8日              | - グータッチ動画大賞2017春 | 高山一実（乃木坂46） カンニング竹山 （以下は、動画のVTRに登場した者である。） 安藤美姫 城彰二 古閑美保                    |                                                |
| 54     | 4月15日             | - グータッチ動画大賞2017春 - 番組から重大（秘）発表 - 当番組が2年目を迎えるにあたって新テーマ曲が完成したことを発表。新テーマ曲は歌手・大原櫻子の曲で本人から当番組あてに届いたコメントが読み上げられた。 | 高山一実（乃木坂46） カンニング竹山 （以下は、動画のVTRに登場した者である。） 平野早矢香 佐藤彩香 松下笑一                |                                                |
| 55     | 4月22日             | - 1年未勝利…弱小野球チーム 勝てないワケは? 問題山積み - 投稿募集!グータッチ動画『カラーコーンタワー』 - カラーコーンを重ねてあごの上に乗せる動画を紹介。 | 野村弘樹 |                                                |
| 56     | 4月29日             | - 1年未勝利…弱小野球チーム 名投手 野村「勝利への秘策」 - 投稿募集!グータッチ動画『神ワザスローイング』 - ハンドスプリングでスローでボールを投げ、バスケットゴールに入れる動画を紹介。 | 野村弘樹 |                                                |
| 57     | 5月6日              | - 問題山積み…弱小野球チーム 6年生最後の大会で勝利は!? - 投稿募集!グータッチ動画 - 『驚異のスリッパ』 - 遠くからスリッパを投げ、バスケットゴールに入れる動画を紹介。なお、所要時間は2時間、459回目で成功した。 - 『レモン一気食い』 - グータッチMCの西野が先週の放送で、当番組の最後に当時、同じアイドルグループに所属していた斎藤ちはるがレモンを真顔で食べることができると言ったが、実際に本人が動画を撮ってきてくれたと報告。その動画は斎藤がレモン5切れを30秒で、真顔で食べる動画を紹介。制限時間内に全部食べきれることに成功した。 | 野村弘樹 斎藤ちはる（当時乃木坂46、動画のVTRに登場）                                                                      |                                                |
| 58     | 5月13日             | - 初優勝を目指すテニス少女 全米ベスト8浅越が熱血指導 - 投稿募集!グータッチ動画『分割テクニック』 - リフティングでゴミを分割する少年の動画を紹介。 | 浅越しのぶ |                                                |
| 59     | 5月20日             | - 2位ばかり…涙のテニス少女 全米ベスト8浅越が熱血指導 - 投稿募集!グータッチ動画『消えたビスケット』 - 鼻の頭にのせられたビスケットを一瞬で食べてしまう犬の動画を紹介。 | 浅越しのぶ |                                                |
| 60     | 5月27日             | - 2位ばかり…涙のテニス少女 初優勝をかけた運命の大会 - 投稿募集!グータッチ動画『奇跡のバックホーム』 - 外野から返球してホームベースに置かれているバットに直撃させるという動画を紹介。 | 浅越しのぶ |                                                |
| 61     | 6月3日              | - 未勝利…バドミントン少年 潮田玲子が超本気指導! - 投稿募集!グータッチ動画『大逆走』 - 犬が飼い主の元に後ろ向きで走ってくる動画を紹介。 | 潮田玲子 |                                                |
| 62     | 6月10日             | - 未勝利バド少年練習試合へ 潮田玲子の「2つの狙い」 - 投稿募集!グータッチ動画『アタックシュート』 - バレーボールのアタックでボールを床に叩きつけ跳ね返ったボールがそのままバスケットゴールに入るという動画を紹介。 | 潮田玲子 |                                                |
| 63     | 6月17日             | - 未勝利バト少年 運命の大会 潮田も興奮! 白熱の展開 - 投稿募集!グータッチ動画『進化形ジャグリング』 - ジャグリングでテニスボール3個を連続でケースに入れる動画を紹介。 | 潮田玲子 |                                                |
| 64     | 6月24日             | - 初優勝を目指すカート少年とグータッチ - 投稿募集!グータッチ動画『筋力あります!』 - 両手両足で丸太と丸太の間を登っていき、登った先にある棒で逆上がりをするという動画を紹介。 | 井出有治 |                                                |
| 65     | 7月1日              | - 元F1井出が指導!カート少年 祖父から新車も…新たな壁 - 投稿募集!グータッチ動画『ただのなわとびではございません』 - 少女がバランスボールの上で二重跳びをするという動画を紹介。 | 井出有治 |                                                |
| 66     | 7月8日              | - 祖父がコーチ&整備担当 カート少年 運命のレース - 投稿募集!グータッチ動画『私たちのキズナ』 - 6人の女の子がヘディングでボールをつなぎ、最後はそのままバスケットゴールに決めるという動画を紹介。 | 井出有治 |                                                |
| 67     | 7月15日             | - 県で勝てても関東で勝てない 悩める卓球少女を熱血指導 - 投稿募集!グータッチ動画『ただのキックじゃないんです』 - ラグビーボールをバスケットゴールに蹴って見事シュートを決める動画を紹介。 | 平野早矢香 |                                                |
| 68     | 7月22日             | - 県で勝てても関東で勝てない卓球少女を 五輪（銀）平野が指導 - 投稿募集!グータッチ動画『オレに任せろ!』 - バレーボールの試合で椅子に飛び込んでレシーブを返すという動画を紹介。 | 平野早矢香 |                                                |
| 69     | 7月29日             | - 五輪（銀）平野が指導! 卓球少女 悲願の関東大会 予選突破は!? - 投稿募集!グータッチ動画『おうちでナイスサーブ』 - バドミントンのラケットでシャトルを打ち、離れたところに置いてある別のシャトルの上に重ねるという動画を紹介。 | 平野早矢香 |                                                |
| 70     | 8月5日              | - 全国大会出場を目指すシンクロ姉弟とグータッチ - 投稿募集!グータッチ動画『だるまさんでシンクロ』 - だるま落としでシンクロするという動画を紹介。 | 青木愛 |                                                |
| 71     | 8月12日             | - 目指すは全国! シンクロ姉弟 元日本代表 青木愛が熱血指導 - 投稿募集!グータッチ動画『ドラフト待ってます!』 - 野球のユニフォームを着た小さな子供が、ボールを投げて、的を射抜くという動画を紹介。 | 青木愛 |                                                |
| 72     | 8月19日             | - シンクロ姉弟 運命の東北予選 初の全国大会出場は…涙の結末 - 投稿募集!グータッチ動画『あきらめが肝心?』 - カラーコーンを後ろ向きに放り投げて、もう一つのカラーコーンに重ねるという動画を紹介。 | 青木愛 |                                                |
| 73     | 8月26日             | - 1度も勝ったことがない女子バレーボールチームとグータッチ - 投稿募集!グータッチ動画『何でも運びます』 - フォークリフトを使って、地面の上の50円玉を拾い上げ、ペットボトルに入れるという動画を紹介。 | 大山加奈 |                                                |
| 74     | 9月2日              | - 課題山積み…未勝利女子バレー 夏合宿!元全日本大山が指導 - 投稿募集!グータッチ動画 - 後ろ向きにシャトルを床に打ちつけて入れ物に入れるという動画を紹介。 | 大山加奈 |                                                |
| 75     | 9月9日              | - 課題山積み…未勝利女子バレー 元全日本 大山加奈が大改革! - 投稿募集!グータッチ動画『弓いっぱいの青春』 - 弓道部5人が一斉に的を射抜くという動画を紹介。このグータッチ動画はの撮影は、約2時間・42回かけて成功した。 | 大山加奈 |                                                |
| 76     | 9月16日             | - 元全日本 大山加奈が大改革! 未勝利女子バレー 運命の大会 - 投稿募集!グータッチ動画『ハラダンス』 - お腹を波打たせながら、フラダンスを踊るという動画を紹介。 | 大山加奈 |                                                |
| 77     | 9月23日             | - 全国大会で優勝を目指すなぎなた少女とグータッチ - なぎなた少女にサプライズ 乃木坂西野が練習に参加! - 投稿募集!グータッチ動画『フォークインワン』 - 2つのフォークを指で弾いて、同時にカップ麺の空き容器に入れるという動画を紹介。 | 林田葉純 |                                                |
| 78     | 9月30日             | - 全国大会で優勝を目指すなぎなた少女とグータッチ（完結編） - 投稿募集!グータッチ動画『ドミノスマッシュ』 - バドミントンのスマッシュで、ドミノ状に並べたラケットを倒すという動画を紹介。 | 林田葉純 |                                                |
| 79     | 10月7日             | - グータッチ動画大賞2017秋 | 秋元真夏（乃木坂46） カンニング竹山 （以下は、動画のVTRに登場した者である。） 安藤美姫 古閑美保 畠山愛理 城彰二 井出有治  |                                                |
| 80     | 10月14日            | - グータッチ動画大賞2017秋 | 秋元真夏（乃木坂46） カンニング竹山 （以下は、動画のVTRに登場した者である。） 与田祐希（乃木坂46） 久保史緒里（乃木坂46） |                                                |
| 81     | 10月21日            | - 公式戦未勝利 少年野球チーム 問題山積み…名投手が大改革 - 投稿募集!グータッチ動画『狙いはただ一つ』 - 積み上げられた2つのペットボトルのうち、上の1つだけをボールで落とす動画を紹介。 | 野村弘樹 |                                                |
| 82     | 10月28日            | - 問題山積み…少年野球チーム 初勝利をかけた運命の一戦 - 投稿募集!グータッチ動画『世界一小さなカープファン』 - インコがカープの応援歌を歌う動画を紹介。 | 野村弘樹 |                                                |
| 83     | 11月4日             | - 夢は全国! 弱小マーチング 世界的ドラマーが大改革 - 投稿募集!グータッチ動画『ボク、見えてません』 - 少年が目隠しをしながら縄跳びをする動画を紹介。 | 石川直 |                                                |
| 84     | 11月11日            | - 夢は全国! 弱小マーチング 世界的ドラマーが大改革 - 投稿募集!グータッチ動画『スケボーキャッチ』 - 自転車に乗ってスケボーに乗った空き缶を見事キャッチする動画を紹介。 | 石川直 |                                                |
| 85     | 11月18日            | - 弱小マーチングバンド 全国常連校に練習参加!思わぬ事態 - 投稿募集!グータッチ動画『忘れ物』 - 教室を出ようとする生徒への忘れ物を、離れた席から後ろ手に投げてかばんの中に命中させた動画を紹介。 | 石川直 |                                                |
| 86     | 11月25日            | - 夢は全国 弱小マーチング 大会目前!ショーの完成は… - 投稿募集!グータッチ動画『我が家の歌唱王』 - 10月28日放送分に続くインコが歌う動画。インコが『崖の上のポニョ』を熱唱した動画を紹介。 | 石川直 |                                                |
| 87     | 12月2日             | - 弱小マーチング 運命の大会 夢の全国へ!緊張の6分間 - 投稿募集!グータッチ動画『いつかできるから今日できる』 - グータッチMCの西野七瀬の似顔絵を描く動画を紹介。なお、このグータッチ動画は全て色鉛筆で作成され、完成まで1日かかったという。 | 石川直 |                                                |
| 88     | 12月9日             | - 初の表彰台へ!フィギュア少女 世界女王の熱血指導がスタート - 投稿募集!グータッチ動画『ノドが渇いたので』 - サッカーボールを蹴って水道の蛇口に当て、水を噴出させるという動画を紹介。 | 安藤美姫 |                                                |
| 89     | 12月16日            | - 初の表彰台へ!フィギュア少女 世界女王の熱血指導がスタート - 投稿募集!グータッチ動画『わが家のアイドル』 - インコがコインを貯金箱に入れるという動画を紹介。 | 安藤美姫 |                                                |
| 90     | 12月23日            | - 安藤美姫 指導フィギュア少女 悲願の表彰台へ! 運命の大会 - 投稿募集!グータッチ動画『離れても大丈夫』 - 男の子が2台の台車の上に乗り足を広げる動画を紹介。 | 安藤美姫 |                                                |
| 91     | 12月29日 （金曜日） | ライオンのグータッチSP 〜シンクロ姉弟 涙と感動の60日間!完全密着SP〜 | 青木愛（スタジオにも登場）                                                                                                | 年末年始の特別番組として 13:45 - 14:50に放送。 |

| 2018年 | 2018年   | 2018年 | 2018年 | 2018年                            |
| 回     | 放送日   | 内容 | グータッチサポーター（ゲスト）                                                                                                | 備考                              |
| ------ | -------- | --- | --- | --------------------------------- |
| 92     | 1月6日   | - 初の表彰台を目指す新体操少女とグータッチ | 畠山愛理 |                                   |
| 93     | 1月13日  | - 初の表彰台を目指す新体操少女とグータッチ | 畠山愛理 |                                   |
| 94     | 1月20日  | - 新体操少女が遂に大会へ! 目標の表彰台なるか? 涙の結末 | 畠山愛理 |                                   |
| 95     | 1月27日  | - 目標は東京最下位から優勝 弱小ハンドをあの男が改革 | 宮﨑大輔 |                                   |
| 96     | 2月3日   | - 目標は東京最下位から優勝 弱小ハンドを宮崎が大改革 | 宮﨑大輔 |                                   |
| 97     | 2月10日  | - 目標は東京最下位から優勝 弱小ハンドを宮崎が大改革 | 宮﨑大輔 |                                   |
| 98     | 2月17日  | - 弱小ハンド運命の大会!初戦の相手は昨年準優勝の強豪! | 宮﨑大輔 |                                   |
| 99     | 2月24日  | - 優勝を目指す女子ソフト 伝説の名監督が熱血指導 | 宇津木妙子 |                                   |
| 100    | 3月3日   | - 優勝を目指す女子ソフト 名監督 宇津木が大改革! | 宇津木妙子 |                                   |
| 101    | 3月10日  | - 運命の大会!女子ソフト 名監督 宇津木が大改革! | 宇津木妙子 |                                   |
| 102    | 3月17日  | - 優勝を目指すラグビーチームを元日本代表 大畑が熱血改革                                                                                                   | 大畑大介 |                                   |
| 103    | 3月24日  | - 優勝できないラグビーチーム 元日本代表 大畑が熱血改革 | 大畑大介 |                                   |
| 104    | 3月31日  | - 優勝できないラグビーチーム ついに6年生最後の大会へ | 大畑大介 |                                   |
| 105    | 4月7日   | - グータッチ動画大賞2018春 | 秋元真夏（乃木坂46） カンニング竹山 （以下は、動画のVTRに登場した者である。） 平野美宇 畠山愛理 宮崎大輔 五十嵐圭 古閑美保    |                                   |
| 106    | 4月14日  | - グータッチ動画大賞2018春 - 重大発表!新テーマ曲が完成 - 来週から番組のテーマ曲が、家入レオが歌う曲で本人から当番組あてに届いたコメントが読み上げられた。 | 秋元真夏（乃木坂46） カンニング竹山 （以下は、動画のVTRに登場した者である。） 中田花奈（乃木坂46）                            |                                   |
| 107    | 4月21日  | - 初の表彰台を目指すシンクロチームとグータッチ | 青木愛 |                                   |
| 108    | 4月28日  | - 夢の表彰台へ シンクロチーム 元日本代表が熱血改革 | 青木愛 |                                   |
| 109    | 5月5日   | - 夢の表彰台へ シンクロチーム 元日本代表 青木愛が熱血改革                                                                                                 | 青木愛 |                                   |
| 110    | 5月12日  | - 青木愛が改革 シンクロチーム 夢の表彰台へ! 運命の大会 | 青木愛 |                                   |
| 111    | 5月19日  | - 未勝利…バドミントンペア 元日本代表が熱血改革! | 潮田玲子 |                                   |
| 112    | 5月26日  | - 潮田指導! バド男子ペア 悲願の初勝利へ 最後の大会 | 潮田玲子 |                                   |
| 113    | 6月2日   | - 全国大会を目指す水泳少女 五輪メダリストが熱血改革 | 松田丈志 |                                   |
| 114    | 6月9日   | - 五輪メダリスト 松田が指導 水泳少女が運命の大会へ | 松田丈志 |                                   |
| 115    | 6月16日  | - 1回戦突破へ! 弱小サッカー W杯出場の名選手が熱血改革 | 戸田和幸 |                                   |
| 116    | 6月23日  | - 1回戦突破へ! 弱小サッカー 元日本代表 戸田が熱血改革 | 戸田和幸 |                                   |
| 117    | 6月30日  | - 弱小サッカー得点力アップへ! 元日本代表 戸田の秘策が… | 戸田和幸 |                                   |
| 118    | 7月7日   | - 1回戦突破へ!弱小サッカー 大会直前 戸田と最後の練習 | 戸田和幸 |                                   |
| 119    | 7月14日  | - 夢の県大会へ!女子バレー 元全日本の名選手が大改革 | 大山加奈 |                                   |
| 120    | 7月21日  | - 夢の県大会へ!女子バレー 元全日本 大山加奈が大改革 | 大山加奈 |                                   |
| 121    | 7月28日  | - 弱小女子バレーが強豪と実践!特訓成果は…驚きの結果が | 大山加奈 |                                   |
| 122    | 8月4日   | - 元全日本 大山加奈が大改革 弱小女子バレー 運命の大会 | 大山加奈 |                                   |
| 123    | 8月11日  | - 元全日本 大山加奈が大改革 弱小バレーが夢の県大会へ | 大山加奈 |                                   |
| 124    | 8月18日  | - 目標は『スコア80を切ること』元賞金女王がゴルフ少女を改革                                                                                                | 古閑美保 |                                   |
| 125    | 8月25日  | - 目標スコア80切りゴルフ少女 元賞金女王 古閑が熱血改革 | 古閑美保 |                                   |
| 126    | 9月1日   | - 古閑美保が指導 ゴルフ少女 スコア80切りへ 運命の大会 | 古閑美保 |                                   |
| 127    | 9月8日   | - あのシンクロ少年が再び… 弟とのデュオで全国決勝へ | 青木愛 |                                   |
| 128    | 9月15日  | - 全国決勝を目指すシンクロ兄弟 元日本代表 青木愛が猛特訓                                                                                                  | 青木愛 |                                   |
| 129    | 9月22日  | - 青木愛が指導 シンクロ兄弟 全国大会をかけた東北予選 | 青木愛 |                                   |
| 130    | 9月29日  | - ついに全国大会 シンクロ兄弟 夢の決勝進出は!?感動結末 | 青木愛 |                                   |
| 131    | 10月6日  | - グータッチ動画2018秋 | カンニング竹山 飯豊まりえ （以下は、動画のVTRに出演したものである。） 潮田玲子 宮崎大輔 井出有治 城彰二                       |                                   |
| 132    | 10月13日 | - グータッチ動画2018秋 | カンニング竹山 飯豊まりえ （以下は、動画のVTRに出演したものである。） 与田祐希（乃木坂46） 秋元真夏（乃木坂46）               |                                   |
| 133    | 10月20日 | - 目指すは初勝利 弱小ハンド 日本代表 スター選手が改革 | 宮崎大輔 |                                   |
| 134    | 10月27日 | - 目指すは勝利 弱小ハンド 日本代表 宮崎が熱血指導 | 宮崎大輔 |                                   |
| 135    | 11月3日  | - 宮崎大輔が指導 弱小ハンド 夢の初勝利へ!運命の大会 | 宮崎大輔 |                                   |
| 136    | 11月10日 | - 目標は予選突破 卓球少年 五輪銀メダリストが熱血指導 | 平野早矢香 |                                   |
| 137    | 11月17日 | - 目標は予選突破!卓球少年 五輪（銀）平野早矢香が熱血指導                                                                                                  | 平野早矢香 |                                   |
| 138    | 11月24日 | - 五輪（銀）平野が指導 卓球少年 予選突破なるか!?運命の大会                                                                                                | 平野早矢香 |                                   |
| 139    | 12月1日  | - 目標は「全日本の表彰台」 悩める少年を安藤が熱血指導 | 安藤美姫 |                                   |
| 140    | 12月8日  | - 目指すは「全日本の表彰台」悩める少年を安藤が熱血指導 | 安藤美姫 |                                   |
| 141    | 12月15日 | - 目指すは「全日本の表彰台」 悩める卓球少年を安藤が熱血指導                                                                                               | 安藤美姫 |                                   |
| 142    | 12月22日 | - 安藤が指導 フィギュア少年 夢の表彰台へ ついに全日本 | 安藤美姫 |                                   |
| 143    | 12月29日 | - ライオンのグータッチ 動画大賞2018年末SP | 与田祐希（乃木坂46） カンニング竹山 （以下は、動画のVTRに登場したものである。） 原口元気 石川祐希 水谷隼 秋元真夏（乃木坂46） | ※1時間スペシャル （9:55 - 10:55） |

| 2019年 | 2019年   | 2019年                                                                                                | 2019年                                     | 2019年                                             |
| 回     | 放送日   | 内容                                                                                                  | グータッチサポーター（ゲスト）             | 備考                                               |
| ------ | -------- | --- | ------------------------------------------ | -------------------------------------------------- |
| 144    | 1月5日   | - 公式戦で勝ったことがない女子バスケットボールチームとグータッチ                                      | 中川聴乃                                   |                                                    |
| 145    | 1月12日  | - 公式戦で勝ったことがない女子バスケットボールチームとグータッチ                                      | 中川聴乃                                   |                                                    |
| 146    | 1月19日  | - 公式戦初勝利を目指す女子バスケ いよいよ運命の大会! 涙の結末…                                        | 中川聴乃                                   |                                                    |
| 147    | 1月26日  | - 3年未勝利 少年野球チームを救え! プロ野球1軍コーチが立ち上がる                                       | 元木大介                                   |                                                    |
| 148    | 2月2日   | - 3年未勝利 少年野球チームを救え! 巨人1軍コーチ 元木大介が熱血指導                                    | 元木大介                                   |                                                    |
| 149    | 2月9日   | - 3年未勝利 少年野球チームを救え! 巨人1軍コーチ 元木大介が熱血指導                                    | 元木大介                                   |                                                    |
| 150    | 2月16日  | - 元木大介が熱血指導! 少年野球チーム 3年ぶりの優勝なるか? 運命の大会                                  | 元木大介                                   |                                                    |
| 151    | 2月23日  | - 公式戦未勝利の女子バレーチーム 元日本代表 大山加奈が個性的指導                                      | 大山加奈                                   |                                                    |
| 152    | 3月2日   | - 公式戦未勝利の女子バレーチーム 大山加奈が個性的指導&助っ人登場!                                     | 大山加奈                                   |                                                    |
| 153    | 3月9日   | - 表彰台を目指す女子バレーチーム 大山加奈指導で成長も波乱の展開                                       | 大山加奈                                   |                                                    |
| 154    | 3月16日  | - 大山加奈が指導 女子バレーチーム 悲願の表彰台へ! 運命の大会に挑む                                    | 大山加奈                                   |                                                    |
| 155    | 3月23日  | - 大山加奈が指導 女子バレーチーム 大熱戦の準決勝! 悲願の表彰台へあと1勝                               | 大山加奈                                   |                                                    |
| 156    | 3月30日  | - 優勝して卒業したいサッカーチーム 元日本代表の選手が全力サポート                                     | 石川直宏                                   |                                                    |
| 157    | 4月6日   | - 元日本代表が少年サッカー改革!森林で特訓&強力助っ人                                                  | 石川直宏                                   |                                                    |
| 158    | 4月13日  | - 元日本代表が教えるサッカーチーム 優勝めざし小学校最後の大会に挑む                                   | 石川直宏                                   |                                                    |
| 159    | 4月20日  | - 元日本代表が教えるサッカーチーム 最後のトーナメント! 優勝なるか                                     | 石川直宏                                   |                                                    |
| 160    | 4月27日  | - 特別編・夢の続きを追いかけましたSP - 2年前に応援した野球少年たちを佐藤隆太&野村弘樹がサプライズ訪問 | 野村弘樹                                   |                                                    |
| 161    | 5月4日   | - 全国大会&金賞をめざすチアダンス 世界的チアリーダーが熱血指導!                                       | 柳下容子                                   | FNN報道特別番組放送のため10:10 - 10:30の短縮放送。 |
| 162    | 5月11日  | - 全国大会&金賞をめざすチアダンス 世界的チアリーダーが熱血指導                                        | 柳下容子                                   |                                                    |
| 163    | 5月18日  | - 全国大会&金賞をめざすチアダンス 今週は…センターで踊る少女が涙                                       | 柳下容子                                   |                                                    |
| 164    | 5月25日  | - 小6チアダンスチーム 最終章 目標の全国大会で意外な展開!?                                             | 柳下容子                                   |                                                    |
| 165    | 6月1日   | - 予選突破をめざすテニス少年 全米ベスト8の名選手が大改革                                              | 浅越しのぶ                                 |                                                    |
| 166    | 6月8日   | - 元トッププロのメンタルトレーニングでテニス少年が激変                                                | 浅越しのぶ                                 |                                                    |
| 167    | 6月15日  | - テニス少年 初の予選突破なるか? 狙うはトップ10! 運命の大会                                           | 浅越しのぶ                                 |                                                    |
| 168    | 6月22日  | - 予選突破を目指す4×100m混合リレーチームとグータッチ                                                  | 末續慎吾                                   |                                                    |
| 169    | 6月29日  | - 末續慎吾がリレーチームを改革!選抜メンバーの発表で涙                                                 | 末續慎吾                                   |                                                    |
| 170    | 7月6日   | - 必見!レジェンド末續慎吾が足が速くなるフォームを指導                                                 | 末續慎吾                                   |                                                    |
| 171    | 7月13日  | - 初の予選突破へ!リレーチーム運命の大会!最後に波乱が…                                                 | 末續慎吾                                   |                                                    |
| 172    | 7月20日  | - 特別企画 単身赴任のパパに手作りお弁当でサプライズ                                                   | パンサー 藤原美樹                          |                                                    |
| 173    | 7月27日  | - 青木愛がアーティスティックスイミング兄弟を本気指導!                                                 | 青木愛                                     |                                                    |
| 174    | 8月3日   | - 全国目指すアーティスティックスイミング兄弟に涙の試練                                                | 青木愛                                     |                                                    |
| 175    | 8月10日  | - アーティスティックスイミング運命の大会!驚きの結末が…                                                | 青木愛                                     |                                                    |
| 176    | 8月17日  | - 悩める柔道団体チームを篠原信一が珍指導?                                                             | 篠原信一                                   |                                                    |
| 177    | 8月24日  | - 柔道メダリスト篠原信一が小学生団体を熱く楽しく指導!                                                 | 篠原信一                                   |                                                    |
| 178    | 8月31日  | - 弱小柔道チームを現役メダリストが特訓!レギュラーが決定                                               | 篠原信一                                   |                                                    |
| 179    | 9月7日   | - 夢の全国へ…篠原信一が指導する柔道チーム運命の大会!                                                  | 篠原信一                                   |                                                    |
| 180    | 9月14日  | - 感動再び!大山加奈が男子バレーボールチームを大改革!                                                  | 大山加奈                                   |                                                    |
| 181    | 9月21日  | - 大山加奈がチームプレーが苦手な小学生男子バレーを改革                                                | 大山加奈                                   |                                                    |
| 182    | 9月28日  | - 大山加奈が指導!男子バレーが強豪と対戦!エースの座は                                                  | 大山加奈                                   |                                                    |
| 183    | 10月5日  | - 大山加奈も絶叫!男子バレーチーム運命の大会!涙の結末                                                  | 大山加奈                                   |                                                    |
| 184    | 10月12日 | - サッカー界のレジェンド・中澤佑二が予選突破を目指す弱小チームを熱血指導                              | 中澤佑二                                   |                                                    |
| 185    | 10月19日 | - サッカー中澤佑二が弱小チームに夢を叶える特別授業!                                                   | 中澤佑二                                   |                                                    |
| 186    | 10月26日 | - 中澤佑二が指導!少年サッカーチームがライバルと激突!                                                  | 中澤佑二                                   |                                                    |
| 187    | 11月2日  | - 中澤佑二が指導！弱小サッカーチームが大会へ!涙の結末                                                 | 中澤佑二                                   |                                                    |
| 188    | 11月9日  | - 女子体操界のスター田中理恵が小学生を初の長期指導!                                                   | 田中理恵                                   |                                                    |
| 189    | 11月16日 | - 女子体操界のスター田中理恵が入賞目指す少女に美を伝授                                                | 田中理恵                                   |                                                    |
| 190    | 11月23日 | - 田中理恵が指導!体操少女の成長に一同騒然!                                                            | 田中理恵                                   |                                                    |
| 191    | 11月30日 | - 田中理恵が指導!体操少女が運命の大会へ…涙の完結編!                                                   | 田中理恵                                   |                                                    |
| 192    | 12月7日  | - めざせ全日本!フィギュア少女を安藤美姫が本気指導!                                                    | 安藤美姫                                   |                                                    |
| 193    | 12月14日 | - 安藤美姫が指導!フィギュア少女が新たな夢へ再スタート                                                 | 安藤美姫                                   |                                                    |
| 194    | 12月21日 | - 安藤美姫と猛特訓!フィギュア少女が運命の大会に挑む!                                                  | 安藤美姫                                   |                                                    |
| 195    | 12月28日 | - ライオンのグータッチ グータッチ動画大賞2019                                                         | 秋元真夏（乃木坂46） カンニング竹山 青木愛 | ※1時間スペシャル （9:55 - 10:55）                  |

| 2020年 | 2020年   | 2020年 | 2020年 | 2020年                            |
| 回     | 放送日   | 内容 | グータッチサポーター（ゲスト） | 備考                              |
| ------ | -------- | --- | --- | --------------------------------- |
| 196    | 1月4日   | - 性格は正反対!双子のバドミントン姉妹を潮田玲子が特訓 | 潮田玲子 |                                   |
| 197    | 1月11日  | - 潮田玲子が指導!双子のバドミントン姉妹に涙…姉の苦悩 | 潮田玲子 |                                   |
| 198    | 1月18日  | - 潮田玲子が指導!双子のバドミントン姉妹が運命の大会へ | 潮田玲子 |                                   |
| 199    | 1月25日  | - 潮田玲子が指導!双子のバドミントン姉妹…大会完結編! | 潮田玲子 |                                   |
| 200    | 2月1日   | - 元プロ野球選手・森本稀哲が悩めるチームを大改革! | 森本稀哲 |                                   |
| 201    | 2月8日   | - 侍JAPAN山﨑康晃が登場!悩める野球チームを大改革 | 森本稀哲 |                                   |
| 202    | 2月15日  | - 森本稀哲&現役プロが悩める小学生チームを猛特訓! | 森本稀哲 |                                   |
| 203    | 2月22日  | - 森本稀哲が指導!少年野球チーム運命の大会!号泣結末… | 森本稀哲 |                                   |
| 204    | 2月29日  | - 大山加奈が女子バレー指導!たった1人の6年生に勝利を | 大山加奈 |                                   |
| 205    | 3月7日   | - 大山加奈が女子バレー指導!白熱のレギュラー争いぼっ発 | 大山加奈 |                                   |
| 206    | 3月14日  | - 大山加奈が指導!バレーチーム運命の大会!思わぬ展開が | 大山加奈 |                                   |
| 207    | 3月21日  | - 大山加奈が指導!女子バレーチーム最後の戦い!号泣結末 | 大山加奈 |                                   |
| 208    | 3月28日  | - 特別編・夢の続きを追いかけましたSP - フィギュア少女が安藤美姫と再会! - 古閑美保が指導したゴルフ少女が驚きの成長                                                                         | 安藤美姫 古閑美保 |                                   |
| 209    | 4月4日   | - 5年目突入!サッカー元日本代表名波浩が弱小チーム改革 - 重大発表!新テーマ曲が完成 - 番組のテーマ曲が、ナオト・インティライミが歌う曲で本人から当番組あてに届いたコメントが読み上げられた。 | 名波浩 |                                   |
| 210    | 4月11日  | - 名波浩が少年サッカー指導!超強力助っ人・川口能活登場 | 名波浩 |                                   |
| 211    | 4月18日  | - 名波浩&川口能活が少年サッカー指導!日本代表秘話告白 | 名波浩 |                                   |
| 212    | 4月25日  | - 五輪銀・平野早矢香が卓球少女を猛特訓!母との感動の絆 | 平野早矢香 |                                   |
| 213    | 5月2日   | - 五輪銀・平野早矢香が卓球少女を応援!（秘）練習場で猛特訓 | 平野早矢香 |                                   |
| 214    | 5月9日   | - 五輪銀・平野早矢香が熱血指導!卓球少女、運命の大会! | 平野早矢香 |                                   |
| 215    | 5月16日  | - 卓球少女完結編!平野早矢香と再び大会に挑む!感動結末 | 平野早矢香 |                                   |
| 216    | 5月23日  | - 特別編・感動の物語!ゴルフ少年と古閑美保2カ月の奇跡 | 古閑美保 |                                   |
| 217    | 5月30日  | - 特別編・初の全国大会出場へ!弱小マーチングバンド半年間の奇跡 | 石川直 |                                   |
| 218    | 6月6日   | - 特別編・西野七瀬イチ押し!篠原信一と弱小柔道チーム爆笑猛特訓 | 篠原信一 |                                   |
| 219    | 6月13日  | - 特別編・歴代サポーターが指導の裏側を大告白!SP | 中澤佑二 安藤美姫 大山加奈 青木愛 |                                   |
| 220    | 6月20日  | - 特別編・サポーター厳選人生最高のプレー!春高激闘&超絶ボレー | 中澤佑二 安藤美姫 大山加奈 青木愛 |                                   |
| 221    | 6月27日  | - グータッチ動画大賞2020夏 | |                                   |
| 222    | 7月4日   | - グータッチ動画大賞2020夏 | ミルクボーイ 与田祐希（乃木坂46） 賀喜遥香（乃木坂46） |                                   |
| 223    | 7月11日  | - グータッチ動画大賞2020夏 | |                                   |
| 224    | 7月18日  | - 特別企画 よしお兄さんが感動サプライズをお手伝い!ママの目に涙 | 小林よしひさ 大村朋宏（トータルテンボス） |                                   |
| 225    | 7月25日  | - 元世界女王佐藤彩香が少年の夢を応援!わずか2時間で奇跡が | 佐藤彩香 |                                   |
| 226    | 8月1日   | - ティモンディが悩める野球チームを改革!爆笑名言が続出 | ティモンディ |                                   |
| 227    | 8月8日   | - 女子バレー栗原恵が初の本格指導!悩める小学生を（秘）特訓 | 栗原恵 |                                   |
| 228    | 8月15日  | - 陸上界のレジェンド!末續慎吾がリレーチームを熱血指導 | 末續慎吾 |                                   |
| 229    | 8月22日  | - 末續慎吾がリレーチーム改革!バトンパス完成なるか!? | 末續慎吾 |                                   |
| 230    | 8月29日  | - 末續慎吾と猛特訓!リレーチーム運命の大会!直前に危機 | 末續慎吾 |                                   |
| 231    | 9月5日   | - バドミントン潮田玲子が女子ダブルス指導!強力助っ人も | 潮田玲子 |                                   |
| 232    | 9月12日  | - 潮田玲子がダブルス特訓!リオ五輪代表選手と超豪華指導 | 潮田玲子 |                                   |
| 233    | 9月19日  | - 全国目指す女子ダブルス!潮田玲子と大会前最後の実戦! | 潮田玲子 |                                   |
| 234    | 9月26日  | - グータッチ動画大賞2020秋 | |                                   |
| 235    | 10月3日  | - グータッチ動画大賞2020秋 | 都築拓紀（四千頭身） 後藤拓実（四千頭身） 石橋遼大（四千頭身） ゴン（ビックスモールン） チロ（ビックスモールン） グリ（ビックスモールン） 木下弱 まとばゆう れおてぃ（かぎしっぽ） 賀喜遥香（乃木坂46） 堀未央奈（乃木坂46） |                                   |
| 236    | 10月10日 | - 特別企画!弟と一緒に遊びたい…悩めるお兄ちゃんが逆上がり特訓&動画大賞延長戦!驚異の肉体に騒然                                                                                              | 小林よしひさ |                                   |
| 237    | 10月17日 | - プロ野球選手・川﨑宗則がムネリン流明るさMAX指導! | 川﨑宗則 |                                   |
| 238    | 10月24日 | - 元メジャーリーガー川﨑宗則!少年野球チームがライバルと激突 | 川﨑宗則 |                                   |
| 239    | 10月31日 | - 現役プロ野球選手川﨑宗則がピッチャー改革!感動メッセージに涙 | 川﨑宗則 |                                   |
| 240    | 11月7日  | - 川﨑宗則が熱血指導!少年野球チームが運命の大会へ! | 川﨑宗則 |                                   |
| 241    | 11月14日 | - 女子バレー栗原恵が熱血指導!都大会に向け波乱の展開… | 栗原恵 |                                   |
| 242    | 11月21日 | - 栗原恵が熱血指導!女子バレー運命の都大会予選スタート | 栗原恵 |                                   |
| 243    | 11月28日 | - 栗原恵が熱血指導!女子バレー都大会最終予選がスタート | 栗原恵 |                                   |
| 244    | 12月5日  | - 栗原恵が熱血指導!女子バレー都大会をかけた最終予選 | 栗原恵 |                                   |
| 245    | 12月12日 | - 栗原恵と猛特訓!女子バレー夢の都大会!感動の完結編! | 栗原恵 |                                   |
| 246    | 12月19日 | - バドミントン五輪金!タカマツペア・髙橋礼華が初指導! | 髙橋礼華 |                                   |
| 247    | 12月26日 | - ライオンのグータッチ 動画大賞2020年末SP | 内田篤人 | ※1時間スペシャル （9:55 - 10:55） |

| 2021年 | 2021年   | 2021年                                                                      | 2021年 | 2021年                            |
| 回     | 放送日   | 内容                                                                        | グータッチサポーター（ゲスト） | 備考                              |
| ------ | -------- | --------------------------------------------------------------------------- | --- | --------------------------------- |
| 248    | 1月9日   | - 全国目指すバドミントンペア第2章!潮田玲子と特訓再開                        | 潮田玲子 |                                   |
| 249    | 1月16日  | - 潮田玲子が熱血指導!バドミントンぺアが関東大会に挑む                       | 潮田玲子 |                                   |
| 250    | 1月23日  | - 潮田玲子と特訓!バドミントン全国出場なるか涙の完結編                       | 潮田玲子 |                                   |
| 251    | 1月30日  | - 陸上界のレジェンド末續慎吾がリレーチームを再び指導!                       | 末續慎吾 |                                   |
| 252    | 2月6日   | - 末續慎吾がリレー指導!走る楽しさを知るべく（秘）練習場へ                   | 末續慎吾 |                                   |
| 253    | 2月13日  | - 末續慎吾がリレー指導!目標の入賞へ…最後の大会に挑む                        | 末續慎吾 |                                   |
| 254    | 2月20日  | - 悔し涙から1年…大山加奈が同じバレー部を再びサポート                        | 大山加奈 |                                   |
| 255    | 2月27日  | - ティモンディが存続危機に悩む出身野球チームを本気指導                      | ティモンディ |                                   |
| 256    | 3月6日   | - 新体操界のスター畠山愛理が出身クラブで特別レッスン!                       | 畠山愛理 |                                   |
| 257    | 3月13日  | - 新体操・畠山愛理と特訓!2人の少女が運命の大会に挑む                        | 畠山愛理 |                                   |
| 258    | 3月20日  | - ティモンディが指導した少年野球チームが最後の大会へ!                       | ティモンディ |                                   |
| 259    | 3月27日  | - 女子サッカー丸山桂里奈が解散するチームの最終戦応援!                       | 丸山桂里奈 |                                   |
| 260    | 4月3日   | - 丸山桂里奈が女子サッカーチームに喝!初の実戦で変化が                       | 丸山桂里奈 |                                   |
| 261    | 4月10日  | - 丸山桂里奈が指導!廃部迎える女子サッカー最後の大会!                        | 丸山桂里奈 |                                   |
| 262    | 4月17日  | - 丸山桂里奈と大会へ!廃部迎える女子サッカー涙の完結編                       | 丸山桂里奈 |                                   |
| 263    | 4月24日  | - 高校バレーの強豪東山高校の引退試合をレジェンドが応援                      | 荻野正二 |                                   |
| 264    | 5月1日   | - 特別企画 よしお兄さんがママへの感動サプライズをサポート!簡単レシピが続々! | 小林よしひさ |                                   |
| 265    | 5月8日   | - 夢の続きSP!天国の母に賞状を…卓球少女が驚きの成長                          | 平野早矢香 |                                   |
| 266    | 5月15日  | - プロになりたいけど伸び悩むゴルフ少女が古閑美保と特訓                      | 古閑美保 |                                   |
| 267    | 5月22日  | - 古閑美保がゴルフ少女を熱血指導!新たな課題に父との絆                       | 古閑美保 |                                   |
| 268    | 5月29日  | - 古閑美保と特訓!ゴルフ少女が小学生最後の大会に挑む!                        | 古閑美保 |                                   |
| 269    | 6月5日   | - サッカー元日本代表・中村憲剛が初指導!波乱のスタート                       | 中村憲剛 |                                   |
| 270    | 6月12日  | - 中村憲剛が少年サッカー指導!初の実戦で子どもたちに涙                       | 中村憲剛 |                                   |
| 271    | 6月19日  | - グータッチ動画大賞2021夏                                                  | |                                   |
| 272    | 6月26日  | - グータッチ動画大賞2021夏                                                  | 秋元真夏（乃木坂46） 磯本五段 佐藤彩香 如月琉 やっぴー（ぶたマンモス） 山下大車輪（ぶたマンモス） バッフォイかさはら（バタハリ） 樋口秀吉（ビコーン!） 前田志良（ビコーン!） ウエスP HIWA（放課後ハートビート） 松下シュート（放課後ハートビート） クボケン（5GAP） トモ（5GAP） 山田祐也 ジャンボたかお（レインボー） 池田直人（レインボー） ハットリ 山口めろん 久保遥 |                                   |
| 273    | 7月3日   | - EXILEメンディーが少年野球初指導!熱血アドバイス                            | 関口メンディー（EXILE） |                                   |
| 274    | 7月10日  | - 五輪金・髙橋礼華が涙のバドミントン少女を超本気指導!                       | 髙橋礼華 |                                   |
| 275    | 7月17日  | - バドミントン髙橋礼華が熱血指導!現役代表が助っ人参戦                       | 髙橋礼華 |                                   |
| 276    | 7月31日  | - 中村憲剛が熱血指導!少年サッカー大会編!優勝なるか?                         | 中村憲剛 |                                   |
| 277    | 8月7日   | - 中村憲剛の少年サッカー指導編完結!大会制覇なるか!?                         | 中村憲剛 |                                   |
| 278    | 8月14日  | - 栗原恵が女子バレー指導!初の関東大会へ…初回から波乱                        | 栗原恵 |                                   |
| 279    | 8月21日  | - 栗原恵が女子バレー指導!（秘）アイテムで急成長＆最大の壁                   | 栗原恵 |                                   |
| 280    | 8月28日  | - 栗原恵と猛特訓!女子バレー県大会出場をかけ強豪と激闘                       | 栗原恵 |                                   |
| 281    | 9月4日   | - 栗原恵が熱血指導!女子バレー県大会本番!初優勝へ激闘                        | 栗原恵 |                                   |
| 282    | 9月11日  | - 栗原恵×女子バレー県大会第2戦!決勝進出をかけ大激戦                         | 栗原恵 |                                   |
| 283    | 9月18日  | - 栗原恵も涙…女子バレー感動の完結編!夢の初優勝なるか                        | 栗原恵 |                                   |
| 284    | 9月25日  | - 潮田玲子と今年こそ全国へ!女子バドミントンペア再始動                       | 潮田玲子 |                                   |
| 285    | 10月2日  | - 潮田玲子と猛特訓!女子ダブルスペアが関東大会に挑む!                        | 潮田玲子 |                                   |
| 286    | 10月9日  | - 潮田玲子と猛特訓!女子ダブルス関東ベスト4なるか!?                          | 潮田玲子 |                                   |
| 287    | 10月16日 | - 大会まで1カ月…一輪車チームを元世界女王が本気指導!                         | 佐藤彩香 |                                   |
| 288    | 10月23日 | - 元世界女王と特訓!落車ばかりの一輪車チームが演技発表                       | 佐藤彩香 |                                   |
| 289    | 10月30日 | - レジェンド藤川球児が大量失点に悩む野球チームを改革!                       | 藤川球児 |                                   |
| 290    | 11月6日  | - 藤川球児が熱血指導!少年野球チームが練習試合で大奮闘                       | 藤川球児 |                                   |
| 291    | 11月13日 | - 藤川球児と猛特訓!少年野球チームが大会へ…涙の完結編                        | 藤川球児 |                                   |
| 292    | 11月20日 | - 体操・田中理恵が3人の少女を熱血指導!初回から苦難が                        | 田中理恵 |                                   |
| 293    | 11月27日 | - 体操少女に田中理恵が喝!苦手種目で落下続出                                 | 田中理恵 |                                   |
| 294    | 12月4日  | - 田中理恵が熱血指導!直前に課題も…運命の大会スタート                        | 田中理恵 |                                   |
| 295    | 12月11日 | - 涙の完結編!田中理恵が指導する体操少女が大会に挑む!                        | 田中理恵 |                                   |
| 296    | 12月18日 | - 潮田玲子と全国大会めざす!女子バドミントンペア最終章                       | 潮田玲子 |                                   |
| 297    | 12月25日 | - ライオンのグータッチ 動画大賞2021年末SP                                   | 上野由岐子 | ※1時間スペシャル （9:55 - 10:55） |

| 2022年 | 2022年  | 2022年                                                | 2022年                         | 2022年 |
| 回     | 放送日  | 内容                                                  | グータッチサポーター（ゲスト） | 備考   |
| ------ | ------- | ----------------------------------------------------- | ------------------------------ | ------ |
| 298    | 1月8日  | - 潮田玲子が熱血指導!女子ダブルス運命の関東大会開幕!  | 潮田玲子                       |        |
| 299    | 1月15日 | - 潮田玲子も涙…バドミントンペア全国大会出場なるか!?   | 潮田玲子                       |        |
| 300    | 1月22日 | - 元箱根ランナー!俳優・和田正人が駅伝チームを熱血指導 | 和田正人                       |        |
| 301    | 1月29日 | - 和田正人が熱血指導!駅伝チーム運命のタイムトライアル | 和田正人                       |        |
| 302    | 2月5日  | - 和田正人が指導する駅伝チーム大会本番!3位入賞なるか  | 和田正人                       |        |
| 303    | 2月12日 | - フィギュア世界女王・安藤美姫が熱血指導!ジャンプ特訓 | 安藤美姫                       |        |
| 304    | 2月19日 | - 安藤美姫が熱血指導!フィギュア少女目標達成なるか!?   | 安藤美姫                       |        |
| 305    | 2月26日 | - 森本稀哲が熱血指導!魔法のアドバイスで野球少年が激変 | 森本稀哲                       |        |
| 306    | 3月5日  | - 五輪金メダリスト!卓球界のレジェンド水谷隼が初指導!  | 水谷隼                         |        |
| 307    | 3月12日 | - 卓球金メダリスト水谷隼と特訓!ライバルに勝利なるか?  | 水谷隼                         |        |
| 308    | 3月19日 | - グータッチ動画大賞2022                              |                                |        |
| 309    | 3月26日 | - 涙の最終回…歴代子どもたち集結!感動エピソード続々    |                                |        |

## 番組テーマソング（エンディングのみ）
- Every Little Thing「まいにち。」（2016年4月2日 - 2017年4月15日、2022年3月26日）
- 大原櫻子「ALIVE」（2017年4月22日 - 2018年4月14日、2022年3月26日）[17]
- 家入レオ「あおぞら」（2018年4月21日 - 2020年3月28日、2022年3月26日）[18]
- ナオト・インティライミ「Invitation」（2020年4月4日 - 2021年5月15日、2022年3月26日）
- ナオト・インティライミ「たいせつな」（2021年5月22日 - 2022年3月26日）

## スタッフ
- 企画：長嶋大介（フジテレビ、2018年12月 - ）
- 解説放送：松村未央（フジテレビアナウンサー、2021年11月13日 - ）
- ナレーター：皆口裕子
- 構成：森一盛、西村隆志
- TD：若林茂人
- SW：浜島一雄
- AUD：石渡啓太
- CAM：片平哲也、齊田侑斗（週替り）
- LD：後藤雅彦
- VE：鈴木貴裕
- CG：奥田真也
- TK：TBG
- 音効：斉藤信之
- 編集：宮田功太郎、川西彬仁、田中友裕、内田国俊（週替り）
- MA：高良弦（玄）、宝月健（週替り）
- 美術プロデューサー：橋本昌和
- 美術デザイン：斎田崇史（フジテレビ）
- 美術進行：鈴木真吾
- 大道具製作：内海靖之
- 大道具操作：吉野雅則
- アクリル装飾：松本健
- 技術協力：fmt、SWISH JAPAN、IMAGICA、東京フィルム・メート、東京オフラインセンター、イルージョン、プラスエイト
- 美術協力：フジアール
- メイク：山田かつら
- 広報：高橋慶哉（フジテレビ）
- リサーチ：ジャパンフッテージ、角田さち代
- AD：中森達也、中野龍一郎、髙橋弘陽、尹優梨、鈴木聡、新谷怜子、戸邉綾香、菊池恵美、大下菜々美、川島桃子、村下健生、青木大地、荻森彩華、佐野功貴、平尾連基、磯島大貴、竹内孝太、坂根佑哉、黒木裕斗、幸徳夏澄、齋藤遥、長谷川夏海、櫻井佑、坂本大地、沢田早弥香（週替り）
- ディレクター：鴇田一樹、石丸達也、増田貴光、岡村洋平、白根伸一、田中智顕、岡部剛、岸宏美、丸山太嘉志、青木孝之、渡部洋平、田島大輔、方岡勢詞、堀田大輔、松本武、福田和也、久佐賀浩之、関屋公紀、入口拓矢、山口俊彦、安倍洋平、守山龍之介、土橋和子、番場一博、山崎大介、池端強、大塚隆史、大室博一、藤澤伊織、岡光徳、宮松慶旭（宮松→以前はAD）、石井和章、中西ひかり、菅原寿和、中村貴一、金澤忠延、川口智久、谷中功、林昇平、早坂友久（週替り）
- 演出：瀧澤卓（FCC）、澤田親宏（2019年4月 - ）
- プロデューサー：望月靖子（2017年11月25日 - ）（毎週）、河本誠司（2019年1月5日 - ）、白石一幸（2019年1月 - ）、川本良樹（2019年4月 - ）、大嶽泰（2019年9月 - ）、岡光徳（2020年6月 - ）、浦山義光（2020年10月 - ）（週替り）
- 制作協力：FCC（毎週）、frame inf.（2019年1月5日 - ）、キメラ（2019年1月 - ）、共テレ（2019年4月 - ）、BRAlSE（2019年9月 - ）、BANBANBAN!（2020年10月 - ）（週替り）
- 制作著作：フジテレビ

### 過去のスタッフ
- 企画：東園基臣（フジテレビ）
- 解説放送：藤村さおり（フジテレビアナウンサー、2016年9月10日 - 2021年11月6日）
- 構成：村上卓史、鮫肌文殊、キンダイチ、渡邉勇穂、天野敏宏
- AUD：吉永哲也
- 音効：有木岳人（メディアハウス）
- TK：小島陽子
- 広報：福崎康裕、太田真紀子、高木秀幸、亀山哲生、山本麻祐子、瀬川ネリ（フジテレビ）
- デスク：渡辺恵美子
- リサーチ：写六家、JFK
- AP：門脇聡子（門脇→2017年4月8日 - ）、市川義信
- AD：大音師誠、軽部瞬、津田樹彦、雨宮結衣、入野真一、大場翔、手塚菜摘
- ディレクター：藤原亮（FCC）
- 演出：中山建治（nosco、2017年4月8日 - ）、稲垣史彦（2017年4月22日 - ）
- 総合演出：北山友亮
- プロデューサー：新村幸三郎（nosco、2017年4月8日 - ）、鈴木こうじ（2017年1月21日 - 、一時離脱→復帰）、鈴木一休、八木信人、神保健一（共にFCC、鈴木→2018年4月 - 、八木→以前はAP、一時離脱→復帰、神保→2018年10月 - ）
- チーフプロデューサー：服部信男（FCC、以前はプロデューサー）
- 制作協力：ノスコ・コンフィデンシャル（2017年4月8日 - ）

## ネット局
| 放送対象地域   | 放送局                    | 系列                                         | 放送時間           | 遅れ         |
| -------------- | ------------------------- | -------------------------------------------- | ------------------ | ------------ |
| 関東広域圏     | フジテレビ（CX）          | フジテレビ系列                               | 土曜 9:55 - 10:25  | 制作局       |
| 北海道         | 北海道文化放送（uhb）     | フジテレビ系列                               | 土曜 9:55 - 10:25  | 同時ネット   |
| 岩手県         | 岩手めんこいテレビ（mit） | フジテレビ系列                               | 土曜 9:55 - 10:25  | 同時ネット   |
| 宮城県         | 仙台放送（OX）            | フジテレビ系列                               | 土曜 9:55 - 10:25  | 同時ネット   |
| 秋田県         | 秋田テレビ（AKT）         | フジテレビ系列                               | 土曜 9:55 - 10:25  | 同時ネット   |
| 山形県         | さくらんぼテレビ（SAY）   | フジテレビ系列                               | 土曜 9:55 - 10:25  | 同時ネット   |
| 福島県         | 福島テレビ（FTV）         | フジテレビ系列                               | 土曜 9:55 - 10:25  | 同時ネット   |
| 新潟県         | NST新潟総合テレビ（NST）  | フジテレビ系列                               | 土曜 9:55 - 10:25  | 同時ネット   |
| 長野県         | 長野放送（NBS）           | フジテレビ系列                               | 土曜 9:55 - 10:25  | 同時ネット   |
| 静岡県         | テレビ静岡（SUT）         | フジテレビ系列                               | 土曜 9:55 - 10:25  | 同時ネット   |
| 富山県         | 富山テレビ（BBT）         | フジテレビ系列                               | 土曜 9:55 - 10:25  | 同時ネット   |
| 石川県         | 石川テレビ（ITC）         | フジテレビ系列                               | 土曜 9:55 - 10:25  | 同時ネット   |
| 福井県         | 福井テレビ（FTB）         | フジテレビ系列                               | 土曜 9:55 - 10:25  | 同時ネット   |
| 中京広域圏     | 東海テレビ（THK）         | フジテレビ系列                               | 土曜 9:55 - 10:25  | 同時ネット   |
| 近畿広域圏     | 関西テレビ（KTV）         | フジテレビ系列                               | 土曜 9:55 - 10:25  | 同時ネット   |
| 島根県・鳥取県 | さんいん中央テレビ（TSK） | フジテレビ系列                               | 土曜 9:55 - 10:25  | 同時ネット   |
| 岡山県・香川県 | 岡山放送（OHK）           | フジテレビ系列                               | 土曜 9:55 - 10:25  | 同時ネット   |
| 広島県         | テレビ新広島（tss）       | フジテレビ系列                               | 土曜 9:55 - 10:25  | 同時ネット   |
| 愛媛県         | テレビ愛媛（EBC）         | フジテレビ系列                               | 土曜 9:55 - 10:25  | 同時ネット   |
| 高知県         | 高知さんさんテレビ（KSS） | フジテレビ系列                               | 土曜 9:55 - 10:25  | 同時ネット   |
| 福岡県         | テレビ西日本（TNC）       | フジテレビ系列                               | 土曜 9:55 - 10:25  | 同時ネット   |
| 佐賀県         | サガテレビ（STS）         | フジテレビ系列                               | 土曜 9:55 - 10:25  | 同時ネット   |
| 長崎県         | テレビ長崎（KTN）         | フジテレビ系列                               | 土曜 9:55 - 10:25  | 同時ネット   |
| 熊本県         | テレビ熊本（TKU）         | フジテレビ系列                               | 土曜 9:55 - 10:25  | 同時ネット   |
| 宮崎県         | テレビ宮崎（UMK）         | フジテレビ系列 日本テレビ系列 テレビ朝日系列 | 土曜 9:55 - 10:25  | 同時ネット   |
| 鹿児島県       | 鹿児島テレビ（KTS）       | フジテレビ系列                               | 土曜 9:55 - 10:25  | 同時ネット   |
| 沖縄県         | 沖縄テレビ（OTV）         | フジテレビ系列                               | 土曜 9:55 - 10:25  | 同時ネット   |
| 大分県         | テレビ大分（TOS）         | 日本テレビ系列 フジテレビ系列                | 土曜 17:00 - 17:30 | 7時間5分遅れ |

- 2016年4月16日は熊本地震関連のFNN報道特別番組のため、全局休止[注 7]。
- 2021年1月2日・2022年1月1日は年始特別番組編成のため、全局休止。
- 2021年7月24日は東京オリンピックアーチェリー 混合団体中継のため、全局休止。